# Reassentament dels alemanys del Bàltic

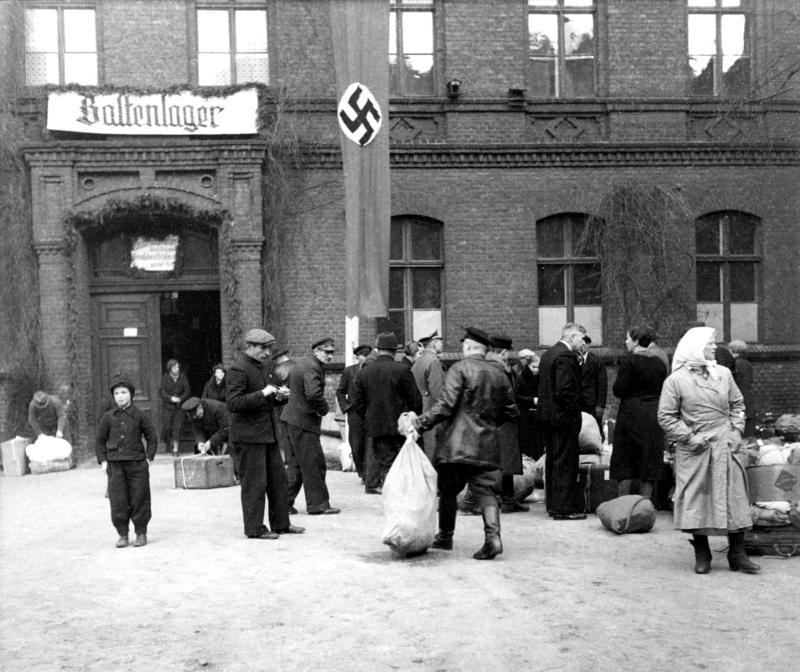
Alemanys del Bàltic en el campament bàltic de Posen (avui Poznań), 1940

El reassentament dels alemanys del Bàltic va ser una acció iniciada per l'Alemanya nazi a principis de la Segona Guerra Mundial, en la qual els alemanys del Bàltic van ser reassentats des de la seva terra natal, en la seva major part, en les àrees de Polònia annexionades pel Reich. Entre octubre i desembre de 1939, 14.000 persones van abandonar Estònia i 52.500 Letònia. Durant un reassentament posterior a principis de 1941, altres 17.000 persones d'aquests països es van sumar a ells. Això va marcar el final de l'era de la cultura alemanya en el Bàltic després de més de 700 anys.
El reassentament dels alemanys del Bàltic es considera part de la política de reassentament nacionalsocialista més àmplia sota el lema Heim ins Reich, que també va afectar altres alemanys que vivien a l'estranger, com els tirolesos del sud, els kanaltalers, els alemanys de Volinia, els alemanys de Besarabia, els alemanys de Bucovina, els alemanys de Dobruja, els alemanys de Galitzia, els alemanys de Lituània i els gottscheers.

## Antecedents
La població alemanya als països bàltics es remunta a la colonització alemanya de l'Est en l'Edat mitjana, però estava limitada a la burgesia urbana i a les classes altes aristocràtiques i eclesiàstiques del camp. Fins al segle xix, els alemanys van poder mantenir el seu paper de lideratge i els seus privilegis sota governants canviants (Suècia, Polònia-Lituània, Imperi Rus). Tanmateix, això va ser posat en dubte per la russificació i el despertar nacional dels estonians i els letons. L'emigració, la Primera Guerra Mundial i la Revolució d'Octubre de 1917 van provocar un fort descens de la població alemanya del Bàltic. Mentre que el 1881 encara vivien al voltant de 180.000 alemanys en les llavors províncies russes del Bàltic, a principis de la dècada del 1920 hi havia només menys de la meitat d'aquest número en les noves repúbliques d'Estònia i Letònia. Amb la fundació de les repúbliques després de la Primera Guerra Mundial, els alemanys del Bàltic van passar de ser una classe dirigent a una minoria nacional; en particular, es van expropiar terres als nobles terratinents. No obstant això, les minories van gaudir d'una àmplia autonomia cultural en tots dos estats.

## Motivació
El Pacte Mólotov-Ribbentrop del 23 d'agost de 1939 contenia un protocol addicional secret que dividia els territoris entre les dues potències en esferes d'interès, en les quals Estònia i Letònia van quedar en mans de la Unió Soviètica. El líder völkisch a Letònia, Erhard Kroeger, va ser informat d'aquest protocol addicional per Heinrich Himmler el 25 de setembre. En aquesta conversa, Kroeger afirma haver donat l'impuls per a evacuar a tot el grup ètnic alemany.
Adolf Hitler, a qui es va enviar la sol·licitud, va acceptar el reassentament sempre que es dugués a terme de mutu acord amb l'URSS. En un protocol addicional al Tractat Germà-Soviètic d'Amistat, Cooperació i Demarcació del 28 de setembre, es va arribar finalment a un acord entre els dos països sobre el reassentament de ciutadans alemanys i persones d'ascendència alemanya des de la Unió Soviètica a les àrees d'interès alemanyes o a Alemanya
Els territoris polonesos recentment annexionats van ser triats com a zones d'assentament amb el propòsit de la seva germanització. El reassentament ja no tenia el caràcter d'una operació de rescat d'alemanys en perill a l'estranger, sinó que es va convertir en un instrument de la política racial i ètnica nacionalsocialista. Els nous colons també van ser rebuts com a treballadors i soldats.

## Implementació

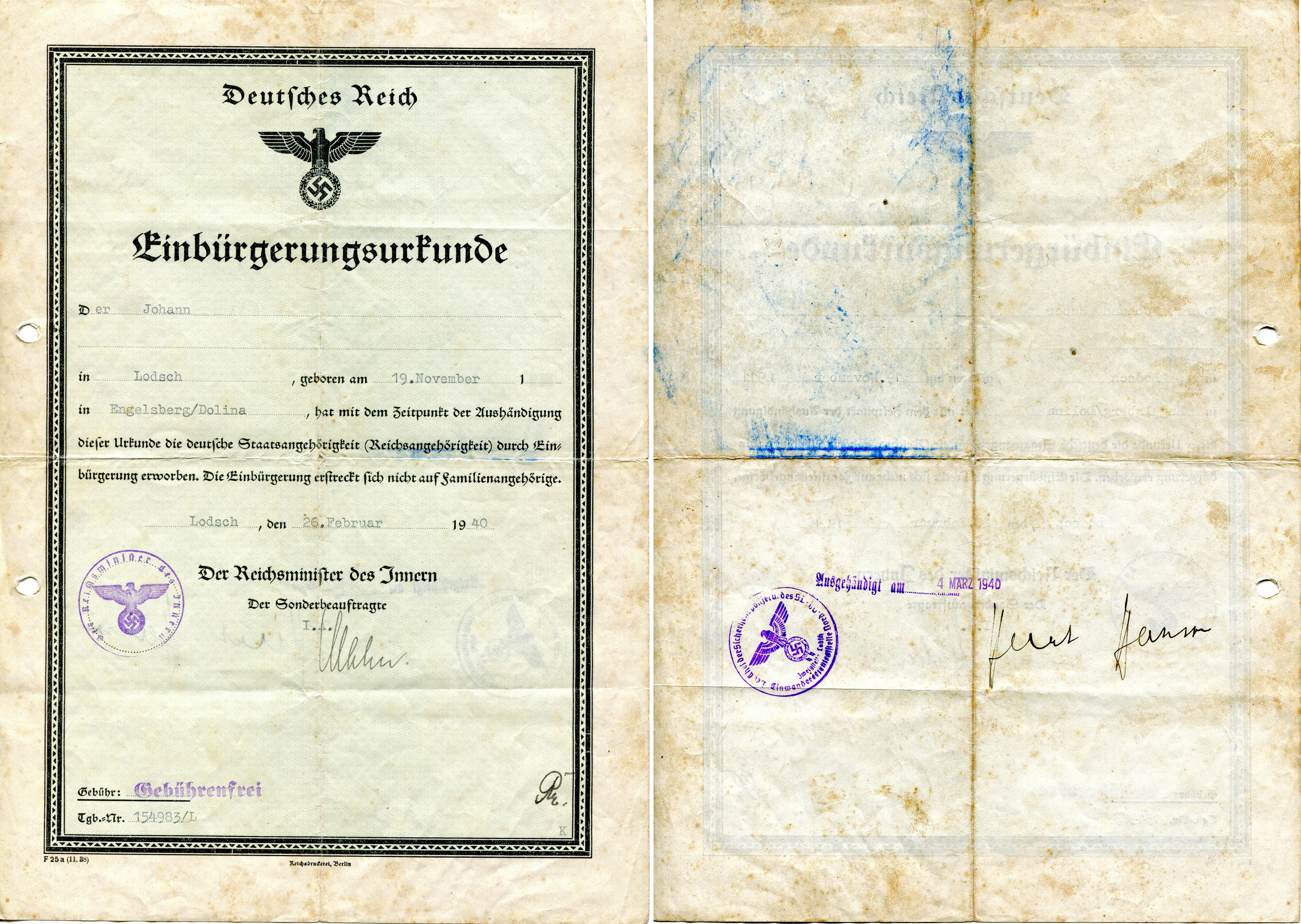
Certificat de naturalització de l'Oficina Central d'Immigració de Łódź, 1940

Els plans de reassentament es van fer coneguts pel públic en general a través d'un discurs pronunciat per Adolf Hitler al Reichstag el 6 d'octubre de 1939, en el qual va declarar com a objectius la destrucció de l'Estat polonès i el nou ordre de condicions etnogràfiques. L'endemà, Heinrich Himmler va rebre per decret del Führer la tasca de consolidar la nacionalitat alemanya, qui al seu torn va encarregar a Reinhard Heydrich el 8 d'octubre de 1939 la creació d'una oficina per al registre i naturalització dels alemanys que anaven a ser reassentats. Aquesta oficina central d'immigració va iniciar immediatament el seu treball i el 18 d'octubre va partir del port de Tallinn el primer vaixell de reassentament. Els dies 15 i 30 d'octubre es van signar acords de reassentament entre l'Alemanya nazi i les Repúbliques d'Estònia i Letònia. En el Tractat sobre el reassentament de ciutadans letons de nacionalitat alemanya en el Reich alemany del 30 d'octubre de 1939, signat per l'ambaixador alemany a Letònia, Hans Ulrich von Kotze, i el Govern letó, es va acordar en l'article 1:
| « | El Govern letó es compromet a alliberar de la ciutadania letona a aquells ciutadans letons d'origen ètnic alemany que, abans del 15 de desembre de 1939, declarin voluntàriament la seva decisió de renunciar a la ciutadania letona per sempre i d'abandonar la seva residència permanent a Letònia. | » |

Un protocol similar ja havia estat signat per l'Estat d'Estònia i el govern del Reich el 15 d'octubre de 1939.
Per a gestionar els actius es va fundar a Letònia la Societat Fiduciària de Reubicació (UTAG) i a Estònia l'Administració Fiduciària Alemanya (DT), com a oficines fiduciàries del Reich. Els beneficis d'aquesta fortuna es van destinar a l'Estat nazi, perquè la compensació per als reassentats va provenir de propietats poloneses  expropiades.

Formalment, la decisió de mudar-se va ser voluntària per a tots. No obstant això, una campanya a gran escala d'incitació i amenaces va aconseguir que la majoria d'ells se sotmetessin a les mesures sense resistència, seguissin la crida del Führer i renunciessin a la seva ciutadania letona o estoniana. Als reassentats no sols se'ls va prometre una compensació completa pels seus béns, sinó que també se'ls va declarar responsables d'una nova tasca oriental. La propaganda nazi parlava de retorn, encara que els avantpassats dels alemanys havien viscut en el Bàltic durant segles i mai havien viscut en les àrees destinades a l'assentament. Els que es van quedar van ser titllats de «traïdors a la nació» i amenaçats amb la pèrdua de la seva nacionalitat alemanya:
| « | Qualsevol que se separi del seu grup ètnic en aquests dies per a romandre al país se separa del poble alemany per sempre. Ha de saber-ho, perquè la seva decisió s'aplica als seus fills i néts. I és irrevocable. | » |

A més, en l'aire regnava el temor que els països bàltics caiguessin sota l'esfera d'influència de Ióssif Stalin, encara que aquest perill mai es va esmentar oficialment per consideració a l'aliat i es van negar els vincles amb els tractats d'aliança amb l'URSS que es van imposar als països bàltics al mateix temps. Per a aquells que, malgrat tot, volien conservar la seva pàtria, quedar-se es va tornar encara menys atractiu perquè la marxa de molts dels alemanys que quedaven va significar que es va perdre l'estatus de minoria dels alemanys, de manera que les institucions d'autogovern cultural van haver de tancar i ja no existia el dret a la instrucció escolar en la llengua materna.

Entre els pocs que no van marxar el 1939 ni durant el reassentament posterior el 1941 es trobava el polític minoritari i periodista Paul Schiemann, qui va declarar en una entrevista amb un periòdic suec:
| « | Considerem una injustícia abandonar la nostra pàtria en un moment tan crític… No volem viatjar a un país els ciutadans del qual es veuen obligats a adoptar una visió del món contrària a les nostres idees sobre religió, estil de vida i dret. | » |

## Primer assentament

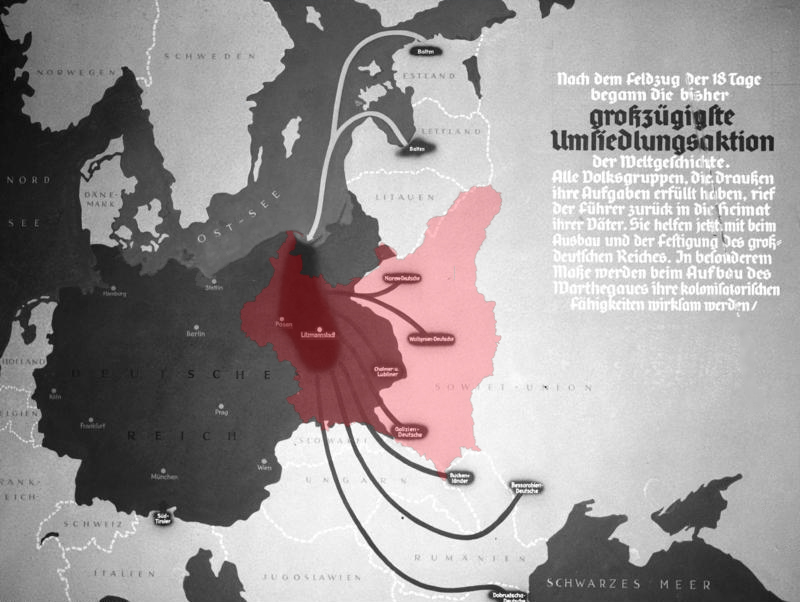
El Tercer Reich el 1939 (gris fosc) després de la conquesta de Polònia; amb colons alemanys portats als territoris annexos de Polònia des de la esfera d'influència soviètica. - Cartell de propaganda nazi superposat amb el contorn vermell de Polònia que falta per complet en la impressió original.

L'assentament va tenir lloc en els territoris polonesos annexionats després del començament de la guerra, és a dir, el Reichsgau de Dánzig-Prússia Occidental i, sobretot, el Reichsgau de Wartheland, que comptava amb nombrosa població no alemanya. Com el reassentament formava part de la política racial nacionalsocialista, la seva execució va ser confiada a les SS, que van instal·lar una Oficina Central de Migració. Paral·lelament a l'assentament dels alemanys, va tenir lloc una expulsió massiva de polonesos i jueus cap al Govern General polonès, els béns expropiats del qual havien de servir com a compensació per la propietat privada dels reassentats, que van haver de deixar en els Estats bàltics. Els retornats van ser allotjats per la Volksdeutsche Mittelstelle en apartaments que, segons testimonis contemporanis, sovint havien estat desocupats precipitadament dels seus anteriors residents.
Després de l'atac alemany a la Unió Soviètica el 22 de juny de 1941, als alemanys del Bàltic se'ls va prohibir tornar als estats bàltics ara ocupats per Alemanya. No obstant això, la seva estada en Warthegau va quedar al final com un episodi passatger, ja que es van veure obligats a fugir cap a l'occident cap al final de la guerra, on gairebé 8.000 persones van perdre la vida.

## Segon assentament
Per als alemanys del Bàltic que havien romàs a Estònia i Letònia el 1939-40, es va organitzar un reassentament posterior a principis de 1941 (inicialment, Heinrich Himmler havia descartat fonamentalment un reassentament posterior de tots els alemanys que havien romàs allí, amb l'excepció de dones i nens, però més tard va flexibilitzar la seva postura). Mentrestant, Estònia i Letònia havien estat annexades per la Unió Soviètica.
A diferència del primer reassentament, aquesta vegada també van ser inclosos estonians i letons que havien donat suport als interessos alemanys i temien represàlies soviètiques. No obstant això, els reassentats no van arribar als territoris polonesos annexats, sinó dins de les fronteres de 1937 d'Alemanya. El reassentament va incloure a unes 7.000 persones d'Estònia i 10.000 de Letònia. A més, aquesta vegada també es van incloure els alemanys lituans. A diferència dels reassentats de 1939-40, als reassentats posteriors no se'ls va prometre cap compensació pels seus béns.

## Impacte a Estònia i Letònia

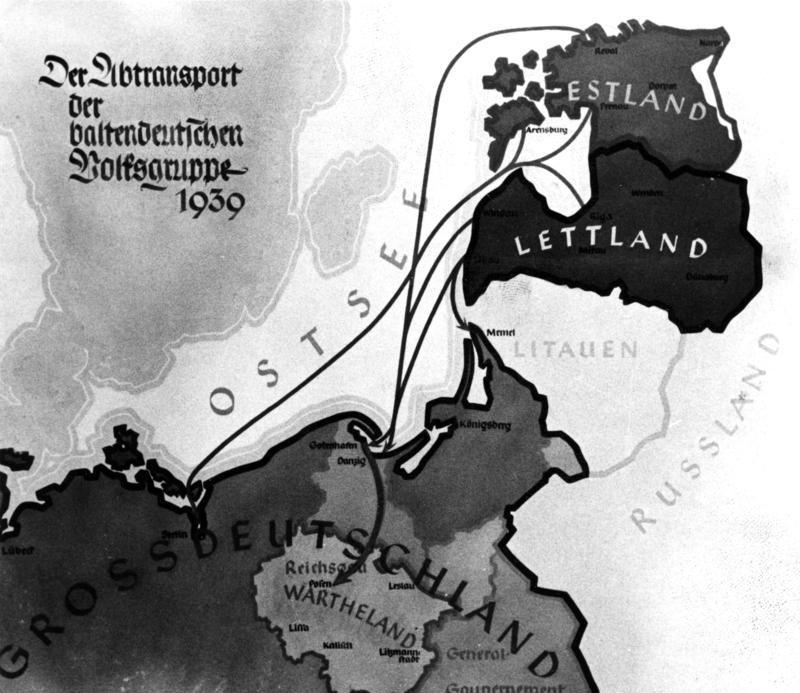
Un cartell que representa l'Umsiedlung (1939)

L'èxode dels alemanys bàltics va estar acompanyat del tancament d'empreses i institucions educatives i va significar una sagnia demogràfica, econòmica i cultural per a aquests països. També va augmentar la por a l'amenaça soviètica entre molts estonians i letons. No obstant això, el reassentament també va ser ben rebut, ja que els alemanys del Bàltic encara eren vists com a opressors. A Letònia, l'editor Jānis Lapiņš, que avaluava positivament el paper dels alemanys bàltics i considerava que valia la pena preservar el seu patrimoni, va ser destituït del seu càrrec pel cap d'Estat Kārlis Ulmanis. En un discurs, Ulmanis va llançar un adéu mai! als letons que desitjaven abandonar el país, al que la premsa al seu torn es va referir com a "alemanys del Bàltic".
No obstant això, els moviments independentistes de finals de la dècada del 1980 van crear una imatge més diferenciada dels alemanys bàltics. La seva existència històrica va ser considerada com a prova que els països bàltics pertanyen a Occident. El 1999, el president estonià Lennart Meri va fer una crida als alemanys bàltics procedents d'Estònia perquè tornessin.
El 2018, es va inaugurar en Saka, al nord-est d'Estònia, un monument commemoratiu del reassentament donat de manera privada.

### Motius  del reassentament
Des dels anys 60 s'han destacat dos factors principals pel reassentament: la por al bolxevisme i el seguiment de la crida de Hitler. Mentre que el primer es va convertir en el motiu dominant entre els mateixos alemanys bàltics després de la guerra, Hans von Rimscha va plantejar la qüestió el 1957. Segons ell, la crida al trasllat es va interpretar com una ordre, el compliment de la qual va ser afavorit per l'opinió pública i la pressió comunitària. Lars Bosse també s'ha mostrat escèptic amb l'argument de la por al comunisme, trobant que no té el suport d'un nombre significatiu d'alemanys que van romandre als països bàltics (tot i que les xifres corresponents en diferents fonts fluctuen molt), i que si hi hagués hagut una amenaça realment percebuda, propaganda massiva, promeses de compensació per actius i fins i tot amenaces no haurien estat necessàries. Segons la seva opinió, la por al comunisme es pot considerar un factor important el 1941. Indrek Jürjo ha afirmat que a llarg termini i amb el rerefons de la política repressiva soviètica, els alemanys bàltics no tenien cap alternativa raonable a marxar, encara que el 1939 encara no hi havia una idea clara de les repressions a venir.
Segons l'opinió d'Olev Liivik, aquests dos factors solen oposar-se, i donar suport a un o altre argument ha expressat més aviat la valoració moral de l'autor del reassentament. Paral·lelament, també ha assenyalat que tot i que el setembre de 1939 no hi havia cap temor significatiu d'una invasió de la Unió Soviètica entre el grup nacional alemany del Bàltic, a partir de l'anunci dels plans de reassentament a principis d'octubre, els organitzadors van començar a incitar deliberadament el pànic entre els alemanys. Tanmateix, el pànic es va dissipar ràpidament i també va reduir la voluntat de traslladar-se. Quan discuteix l'argument per seguir la crida de Hitler, ha assenyalat que molts partidaris de la ideologia nazi també es van quedar enrere en la primera onada d'immigració.
Un dels factors que van animar la marxa s'ha considerat com la pèrdua de la posició social anterior dels alemanys bàltics després de la independència d'Estònia i Letònia, i la seva desesperança pel futur. En els records anteriors dels alemanys bàltics, la invitació a traslladar-se de vegades s'ha interpretat com a embarcar-se en una nova missió, afirmant que la missió de segles als països bàltics ha acabat. Olev Liivik també ha considerat important la dependència prèvia de l'ètnia alemanya del Bàltic d'Alemanya i els estrets vincles amb aquesta última. També se'ls va prometre als reassentats importants beneficis econòmics i socials, que també poden haver estat un factor a l'hora de decidir la reubicació. Tanmateix, considera més important el pessimisme sobre el futur de romandre a la seva terra, que no estava tant relacionat amb la por al comunisme, sinó amb la decadència de la minoria alemanya i també amb la possibilitat que els que es quedin enrere siguin expulsats de la comunitat. La propagació d'aquests sentiments va ser facilitat per la propaganda produïda tant per l'estat alemany com per l'elit alemanya local.

## Resposta

### Reacció local
Les reaccions al que va passar a la societat i la premsa estoniana i letona van ser contradictòries.
Jüri Kivimäe ha assenyalat que la premsa estoniana va seguir el reassentament amb emoció periodista i que les ressenyes presentades als principals diaris eren en general relativament neutrals. Tanmateix, també hi va haver alegria per la marxa dels alemanys d'una banda i hostilitat cap als estonians que van marxar amb els alemanys de l'altra.
Inesis Feldmanis ha descobert que la premsa letona va estendre principalment sentiments hostils cap als que van abandonar. Segons ell, crear aquesta atmosfera podria haver estat part de la campanya de premsa de Kārlis Ulmanis per consolidar la gent en una situació política difícil. Tanmateix, també hi havia textos a la premsa que reflectien actituds més positives cap als immigrants.
Jürgen von Hehn ha comparat la cobertura mediàtica dels dos països i ha trobat que la premsa estoniana era significativament més positiva sobre els que abandonen que a Letònia. Segons ell, això estava relacionat amb el fet que la postura oficial de les autoritats estatals també era més positiva que a Letònia.

## Conseqüències

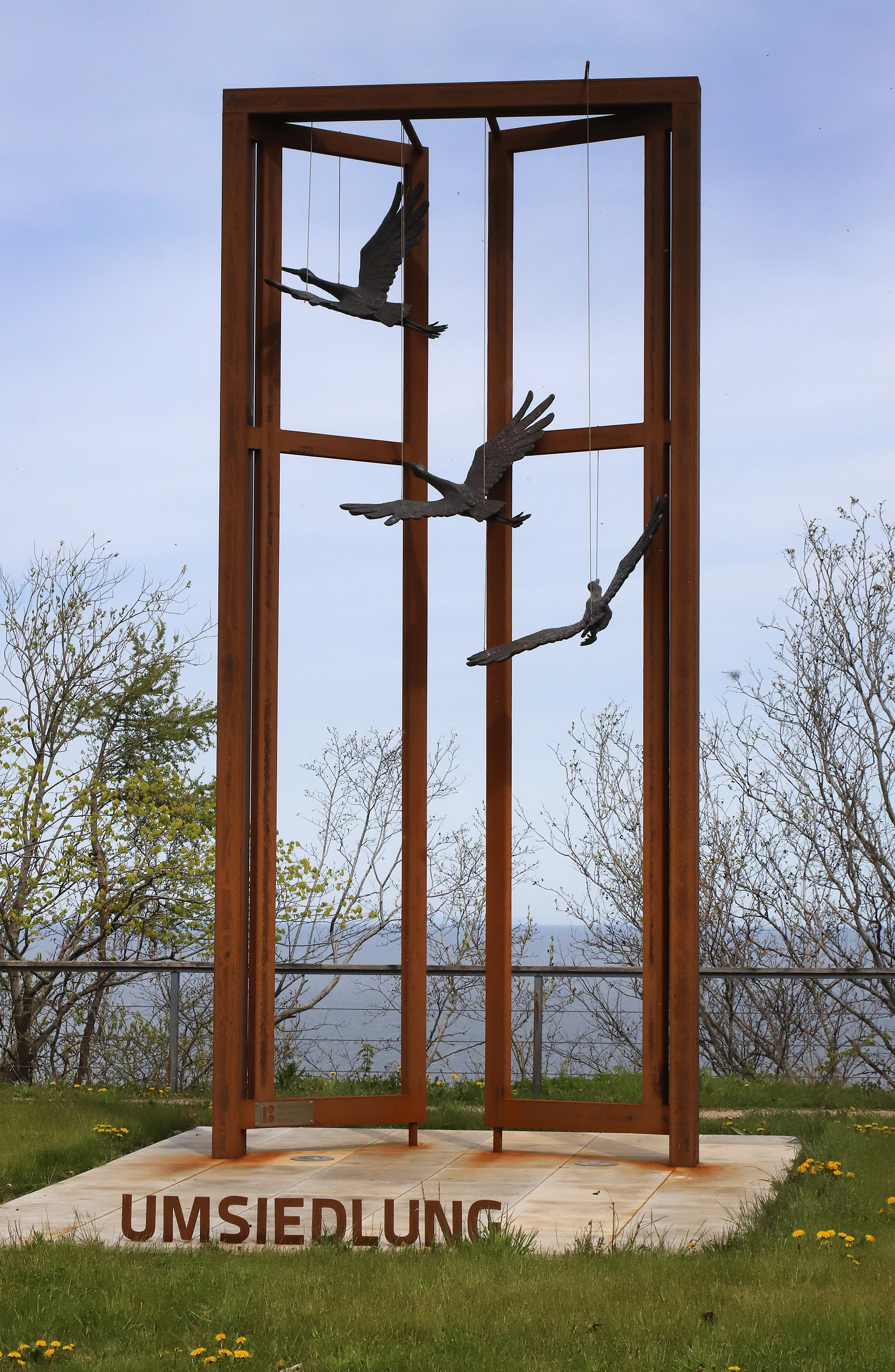
Monument al reassentament dels alemanys bàltics a Saka Manor

### Conseqüències econòmiques
Durant el reassentament, entre els estonians es va estendre l'esperança que l'economia estònia tornés a ser dirigida per les seves mans de nou, però d'altra banda, també es creia que la sortida de 14.000 persones comportaria l'exportació de mà d'obra qualificada i capital. També es va considerar un problema la disminució del poder adquisitiu de la població. El reassentament també comportava obligacions financeres a Alemanya pel que fa a la compensació dels béns de les persones reassentades, però aquestes van perdre la seva importància després que Estònia fos annexada per la Unió Soviètica.
Al mateix temps, Alemanya estava, almenys inicialment, interessada a mantenir l'estabilitat econòmica a Estònia, motiu pel qual els empleats clau de les empreses més grans no van poder marxar durant la primera onada de reassentament.

### La qüestió dels béns dels reassentats
Els acords signats entre Estònia i Alemanya i Letònia i Alemanya també determinaven, entre altres coses, quina part dels seus béns podien endur-se els colons i què s'havia de deixar enrere.
Els actius de l'organització tancada alemanya del Bàltic a Letònia van anar directament a l'estat, mentre que a Estònia, l'estat va mediar en conseqüència després del reassentament. L'acord signat el maig de 1940 preveia la realització d'aquests béns pel govern alemany de tutela.
Després de la guerra , la República Federal d'Alemanya va pagar una indemnització a tots els ciutadans alemanys colons que havien rebut la condició d'exili com a conseqüència de la guerra, és a dir, que es van veure obligats a abandonar els seus llocs de residència anteriors i hi van perdre els seus béns.

### Comunitat i vida cultural de postguerra dels alemanys bàltics
Hi ha diverses organitzacions alemanyes bàltiques a Alemanya, en les activitats de les quals també participen els seus descendents que ja van néixer a Alemanya. Entre ells hi ha, per exemple, la Lliga Bàltica de Cavallers, que continua les tradicions dels antics cavalleries d’Estònia, Livònia, Curlandia i Saaremaa.
Els alemanys bàltics que van abandonar Saaremaa van publicar el diari Arensburger Wochenblatt. El diari va deixar de publicar-se el 2016.